# Santuario della Beata Vergine della Pallavicina
Il santuario della Beata Vergine della Pallavicina (in dialetto cremasco: santüare dala Palvizina) è un luogo di culto mariano situato a Izano.

## Collocazione
Il santuario della Beata Vergine della Pallavicina sorge lungo la strada provinciale che collega Crema a Salvirola attraversando l'abitato di Izano. Un viale alberato collega il luogo di culto alle prime abitazioni storiche del paese, ma l'espansione edilizia ed industriale hanno in parte fagocitato l'edificio. La sua specificazione deriva dalla roggia Pallavicina che le scorre nei pressi.

## Origini
Non sono noti documenti storici che attestano l'origine dell'apparizione, per cui si fa riferimento alla tradizione secondo la quale il giorno 13 maggio di un anno imprecisato la Vergine sarebbe apparsa in questo luogo ad una ragazzina raccolta in preghiera.
La Vergine avrebbe chiesto alla fanciulla di erigere una chiesa in suo onore comunicandone il desiderio al prete del paese. A seguito dello scetticismo del religioso, la Vergine riapparve il giorno 14 consegnando alla giovinetta un ramoscello che sarebbe fiorito una volta nelle mani del sacerdote.
Poiché non ci è giunta notizia dell'anno nel quale si sarebbe verificata la miracolosa apparizione della Madonna alla fanciulla del luogo , si fa risalire l'origine del culto alla datazione desunta da un affresco votivo all'interno della chiesa posto su un pilastro dell'abside che reca inciso l'anno 1444.
Si parla di una chiesa edificata sul luogo della primitiva costruzione a partire dal 1578, in occasione di una visita pastorale. A quel tempo la sua struttura doveva essere ormai organizzata secondo le linee che sono tutt'oggi visibili, un piccolo santuario ad una sola navata, terminante in una profonda abside completamente decorata con affreschi di scuola cremonese.
I secoli successivi videro un progressivo arricchimento architettonico e decorativo, che ricoprì l'interno di una veste barocca.

## Vicende storiche e costruttive
La chiesa attuale risale al XVI secolo, ma è evidente sia da tracce pittoriche sia da documenti che l'attuale edificio è stato preceduto da un'altra costruzione, quasi certamente di dimensioni più piccole, ma con lo stesso orientamento dell'attuale; come già citato, nell'abside è presente un affresco votivo datato 1444 e raffigura la Beata Vergine col Bambino.
Negli atti della visita del vescovo di Cremona Nicolò Sfrondati, datati 1578, la chiesa viene definita come recente: quindi a pochi anni prima della visita del vescovo risalirebbe la riedificazione durante la quale fu mantenuta parte dell'abside della precedente costruzione. La decorazione del presbiterio riporta una data, il 1577, per cui al momento della visita la nuova chiesa doveva essere - totalmente o parzialmente - decorata.
Già pochi anni dopo, tra il XVI e il XVII secolo il luogo della celebrazione fu trasferita dall'abside - che diventerà cappella del Crocifisso - alla cappella di mezzo della parete settentrionale dedicata alla Madonna: inizierà quindi la decorazione a stucchi di questa zona.
Nel 1691 veniva eretta la cappella dedicata a San Carlo Borromeo e veniva avviata la costruzione della cappella dedicata a Sant'Antonio da Padova.
Nel 1749 fu collocato l'organo opera dei Serassi di Bergamo.
Lavori rilevanti furono realizzati nel 1910 ad opera del parroco Luigi Barbieri: forse per ovviare all'anomalia della collocazione dell'altare il sacerdote fece costruire sul lato opposto una seconda facciata progettata dall'ingegner Celli. Inoltre, per dare maggior equilibrio compositivo alla pianta dell'edificio, don Barbieri fece realizzare lungo la parete meridionale le cappelle di San Giuseppe e Sant'Agnese.
Il 25 agosto 1919 si provvide all'incoronazione dell'immagine venerata al santuario alla presenza del cardinale di Milano, l'arcivescovo Andrea Carlo Ferrari.
Importanti restauri conservativi sono stati compiuti nel 1978 e nel 2010.

## Caratteristiche

### Esterno
La chiesa nasce con un andamento classico est-ovest parallelo alla strada provinciale per Crema. La facciata cinquecentesca è preceduta da un piccolo sagrato erboso cinto per due lati da cancellata e, sul lato settentrionale, da una loggetta a quattro archi.
La facciata cinquecentesca è sobria, con un unico portale sormontato da un timpano triangolare. In linea con l'ingresso è collocata una bifora con timpano curvilineo. La facciata a capanna e completata da tre piccoli pinnacoli.
La facciata novecentesca, pur riprendendo gli schemi di quella cinquecentesca, è molto più elaborata essendo dotata anche di corpi laterali conclusi da balaustra.
La base del campanile è inglobata da corpi di fabbrica: è a base quadrata con fasce rettangolari divise da dentelli in cotto. La cella campanaria presenta aperture a bifora ed è composta da lesene che sorreggono una trabeazione alla quale si sovrappone un piccolo corpo con pinnacoli angolari in cotto. La cuspide è a cono con base circolare. Le tre campane in la/si/re bemolle furono realizzate dalla fonderia Crespi nel 1752.

### Interno
L'interno è a navata unica a tre campate, terminante con un'abside poligonale dalla quale, come già detto, l'officiante non vi celebra messa fin dagli inizi del XVII secolo. Vi sono affrescati: la Madonna col Bambino coronata da due Angeli, i Simboli eucaristici con putti, i Santi Pietro, Paolo, Biagio, Rocco, Gervasio e Protasio. Nelle lunette del catino vi sono rappresentati i dottori della chiesa Gregorio, Gerolamo, Agostino e Ambrogio, nonché i santi patroni di Crema Pantaleone e Vittoriano. La mano del ciclo è ignota ma parrebbe ascriversi alla scuola cremonese.
L'arco trionfale mostra un'Annunciazione di mano anonima datata 1585, mentre su un pilastro vi compare una Madonna col Bambino datata 1444.
La parete settentrionale presenta tre cappelle: quella centrale è detta dell'Apparizione e conserva l'affresco della Madonna col Bambino, due Angeli musicanti e il Padre eterno che la incorona. Alle pareti due tele del 1618 ad opera di Tommaso Pombioli: l'Adorazione dei pastori e la Fuga in Egitto. La volta è decorata con stucchi seicenteschi ridipinti agli inizi del XX secolo da Eugenio Giuseppe Conti.
La cappella di San Carlo Borromeo custodisce la tela del santo titolare in qualità di pala d'altare, probabile opera del Pombioli, gli stucchi sono datati 1699 ad opera di Giovanni Battista Artari, stuccatore e ornatista di Lugano.
Nella cappella dedicata a Sant'Antonio da Padova sono conservate nove piccole tele anonime raffiguranti i Miracoli di Sant'Antonio, incorniciate da affreschi siglati ABC e datati 1752.
Lungo la parete meridionale sorgono le cappelle di San Giuseppe e Sant'Agnese, affrescate da Romeo Rivetta nel 1918 e i dipinti sono incorniciati da stucchi che furono realizzati nel medesimo anno da Virginio Ponti rifacendosi a quelli della cappella di San Carlo.
Le due cappelle affiancano il vano porta sopravanzato dall'organo Serassi, datato 1749 e racchiuso da una cassa realizzata da Alessandro Arrigoni. Nel vano porta sono appesi numerosi ex voto che testimoniano la venerazione per questo santuario.

### Organo[1]
Costruito nel 1915 dalla ditta Inzoli Cav. Paci,co e Figli di Crema, possiede una tastiera di 58 tasti (Do1-La5), una pedaliera di 27 pedali (Do1-Re3) e 10  registri con comando a placchetta.
Infine somiere a pistoni e trasmissione pneumatica tubolare.
Registri:
Principale 8
Viola 8
Unda Maris 8
Concerto viole 8
Flauto 4
Ottava 4
Decima V' 2
Ripieno 5 File
Bordone 16

## Tradizioni
È un luogo di antica devozione presso il quale celebrazioni religiose solenni ne ricordano l'apparizione nel mese di maggio. Ma l'evento più noto legato al santuario è la fiera dell'Angelo che ogni anno si sviluppa lungo il viale del Santuario il giorno di Pasqua e il Lunedì dell'Angelo, alla quale partecipano devoti provenienti da ogni località del Cremasco.